# Entombed
Entombed – szwedzka grupa wykonująca muzykę z pogranicza thrash metalu, death metalu oraz hard rocka. Grupa zaliczana jest do nurtu death 'n roll. Zespół powstał 1989 roku w Sztokholmie na kanwie formacji Nihilist. Zespół do 2007 roku wydał dziewięć albumów studyjnych pozytywnie ocenianych przez krytyków muzycznych. Zespół dał szereg koncertów na całym świecie i uczestniczył w licznych festiwalach: Wacken Open Air, Piorno Rock, Sweden Rock Cruise, Maryland Deathfest, Eindhoven Metal Meeting, Summer Breeze czy Hole In The Sky.
Według danych z 2003 roku wydawnictwa zespołu w samych Stanach Zjednoczonych sprzedały się w nakładzie 198 764 egzemplarzy.

## Historia

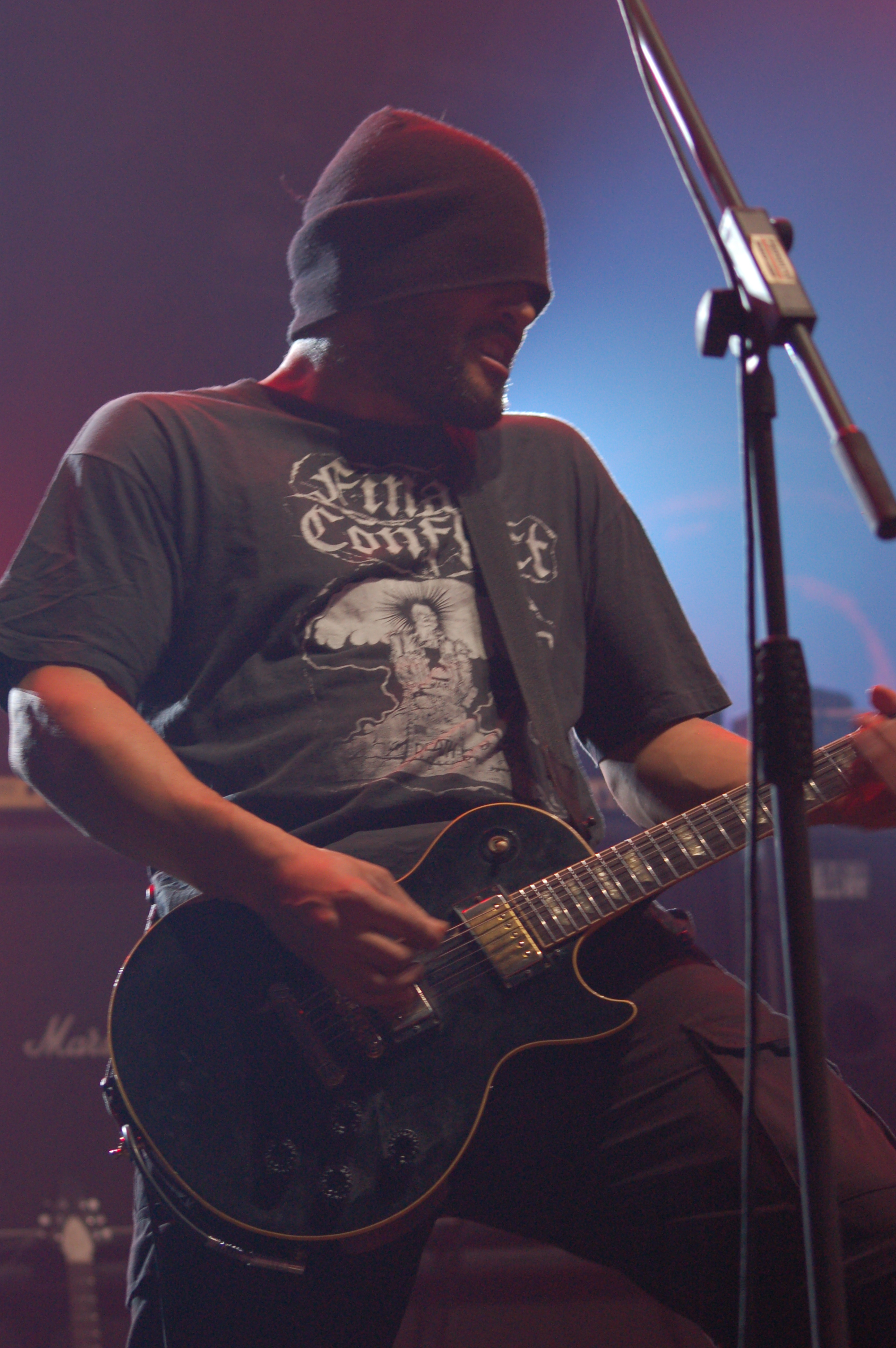
Alex Hellid podczas koncertu na festiwalu Metalmania 24 marca 2007 roku

Zespół powstał w 1989 roku w Sztokholmie na kanwie formacji Nihilist. Skład był ten sam co w Nihilist, ale bez Johnny’ego Hedlunda, który wówczas rozstał się z zespołem (ze względu na różną wizję muzyczną między nim samym a liderem grupy Nicke’m Anderssonem) i jednocześnie założył nowy band pod nazwą Unleashed. We wrześniu tego samego roku nakładem CBR Records ukazało się pierwsze demo pt. But Life Goes On nagrane w składzie: Lars Goran Petrov (śpiew), Ulf Uffe Cederlund (gitara, gitara basowa), Nicke Anderson (gitara, gitara basowa, perkusja), Alex Hellid (gitara) i David Blomqvist (gitara basowa).
1 maja 1990 roku nakładem Earache Records ukazał się pierwszy album grupy pt. Left Hand Path nagrany już bez Davida Blomqvista, grającego wówczas w reaktywowanym Dismember. Pozostały skład grupy nie uległ zmianie. Utwory zostały zarejestrowane w Sunlight Studio przy współpracy Tomasa Skogsberga. Okładkę do albumu zaprojektował artysta Dan Seagrave.
W kolejnym roku 1991 ukazał się minialbum Crawl. Powyższy album EP zostaje zarejestrowany z nowym wokalistą – Orvar’em Säfström’em z zespołu Nirvana 2002, natomiast L. G. Petrova usunięto z zespołu.
12 listopada 1991 roku ukazał się drugi album zatytułowany Clandestine. Wokalistą na tym albumie w rzeczywistości jest Nicke Andersson, choć oficjalnie na wydawnictwach i w mediach podawany jest Johnny Dordevic przybyły z grupy Carnage. Poza Anderssonem (perkusja, śpiew) i wymienionym we wkładce albumu Dordevicem jako wokalistą, muzycznymi twórcami albumu są: A. Hellid (gitara), U. Cederlund (gitara, śpiew w chórkach) i Lars Rossenberg (gitara basowa). Podczas rejestracji utworów do albumu ponownie wybrano to samo studio, inżyniera dźwięku oraz tego samego projektanta okładki jak przy produkcji Left Hand Path. Wkrótce po tym wydawnictwie, muzycy nie byli zbytnio zadowoleni ze śpiewu Dordevic’a na koncertach m.in. na trasie z Unleashed i Morbid Angel, w związku z czym, podczas dalszych wystąpień zastąpił go wokalnie Uffe Cederlund. Po niedługim czasie ostatecznie poproszono Johnny’ego Dordevica o opuszczenie Entombed, a na jego miejsce ponownie zaangażowano Larsa Gorana Petrova. W 1992 roku ukazał się drugi minialbum pt. Stranger Aeons.
W 1993 roku został wydany minialbum pt. Hollowman poprzedzający kolejny nowy trzeci album Wolverine Blues ukazujący się 4 października. Powyższe dzieła muzyczne zostały zaaranżowane w nie zmienionym wówczas składzie: L. G. Petrov, N. Andersson, A. Hellid, U. Cederlund i L. Rosenberg. W 1995 roku został wydany split Entombed wraz z The New Bomb Turks zatytułowany Night of the Vampire.
W 1997 roku został wydany czwarty album pt. DCLXVI: To Ride, Shoot Straight and Speak the Truth. W tym samym roku Entombed opuścił Lars Rosenberg, a na jego miejsce dołączył Jörgen Sandström z grupy Grave. Jeczcze w 1997 roku ukazała się pierwsza kompilacja nagrań pt. Entombed, jak również został wydany minialbum Wreckage.
Rok później (1998) został wydany piąty album Same Difference. W 1999 roku ukazał się pierwszy album koncertowy pt. Monkey Puss (Live in London). Również w 1999 roku ukazał się minialbum Black Juju.
6 marca 2000 roku ukazał się szósty album pt. Uprising.
W 2001 roku Entombed wydaje kolejny siódmy album Morning Star. Tego samego roku ukazało się pierwsze wydawnictwo DVD pt. Monkey Puss: Live in London. W 2002 roku ukazała się kompilacja Sons of Satan Praise the Lord. Na płycie ukazały się interpretacje utworów takich grup jak: The Misfits, Kiss, King Crimson, Venom, Black Sabbath czy Twisted Sister.
4 sierpnia 2003 roku nakładem Music For Nations ukazał się ósmy album pt. Inferno. Nagrania odbyły się w sztokholmskich studiach Grondel i Atlantis, we współpracy z producentem muzycznym Pelle Gunnerfeldtem. Jesienią również w 2003 roku zespół odbył trasę koncertową w Stanach Zjednoczonych wraz z zespołem King Diamond.
Na początku 2004 roku grupę opuścił basista Jörgen Sandström, którego zastąpił Nico Elgstrand, natomiast we wrześniu 2005 roku z zespołu odszedł kolejny muzyk – gitarzysta Uffe Cederlund.
20 października 2005 roku został wydany drugi album koncertowy pt. Unreal Estate zarejestrowany w Operze Królewskiej w Sztokholmie w 2002 roku jeszcze w składzie: L.G. Petrov (śpiew), U. Cederlund (gitara), A. Hellid (gitara), J. Sandström (gitara basowa) oraz Peter Stjärnvind (perkusja). 24 marca 2006 roku zespół wystąpił na festiwalu Metalmania w katowickim Spodku. Natomiast 6 czerwca nakładem Threeman Recordings ukazał się minialbum When in Sodom. W listopadzie tego samego roku zespół wziął udział w trasie koncertowej prekursorów szwedzkiego death metalu Masters Of Death podczas której wystąpiły również Unleashed, Dismember i Grave.
25 czerwca 2007 roku ukazał się dziewiąty album pt. Serpent Saints – The Ten Amendments. Płyta została nagrana z nowym perkusistą Olle Dahlstedtem, który zastąpił w 2006 roku Petera Stjärnvinda. Alex Hellid o albumie:

Zamiast robić półtoraminutowe, punkowe kawałki, zdecydowaliśmy się na dłuższe i bardziej rozbudowane, które nie są tak nudne, zwłaszcza gdy gra się je w kółko na koncertach. Cieszę się, że to się udało, bo to znacznie ciekawsze. Choćby taki tytułowy utwór; zaczyna się czymś w stylu intra, potem przechodzi w coś w guście Motörhead, a później niemal w black metal. I to jest właśnie super.

30 sierpnia 2008 w warszawskim klubie Stodoła zespół wziął udział jubileuszowym koncercie grupy Vader. Ponadto wystąpiły takie grupy jak Grave, Gorefest, Nile i Rotting Christ. W lutym 2009 roku Entombed odbył szereg koncertów w Finlandii wraz z Opeth. W październiku tego roku odbył również trasę koncertową po Skandynawii wraz z grupą Amon Amarth.

## Muzycy

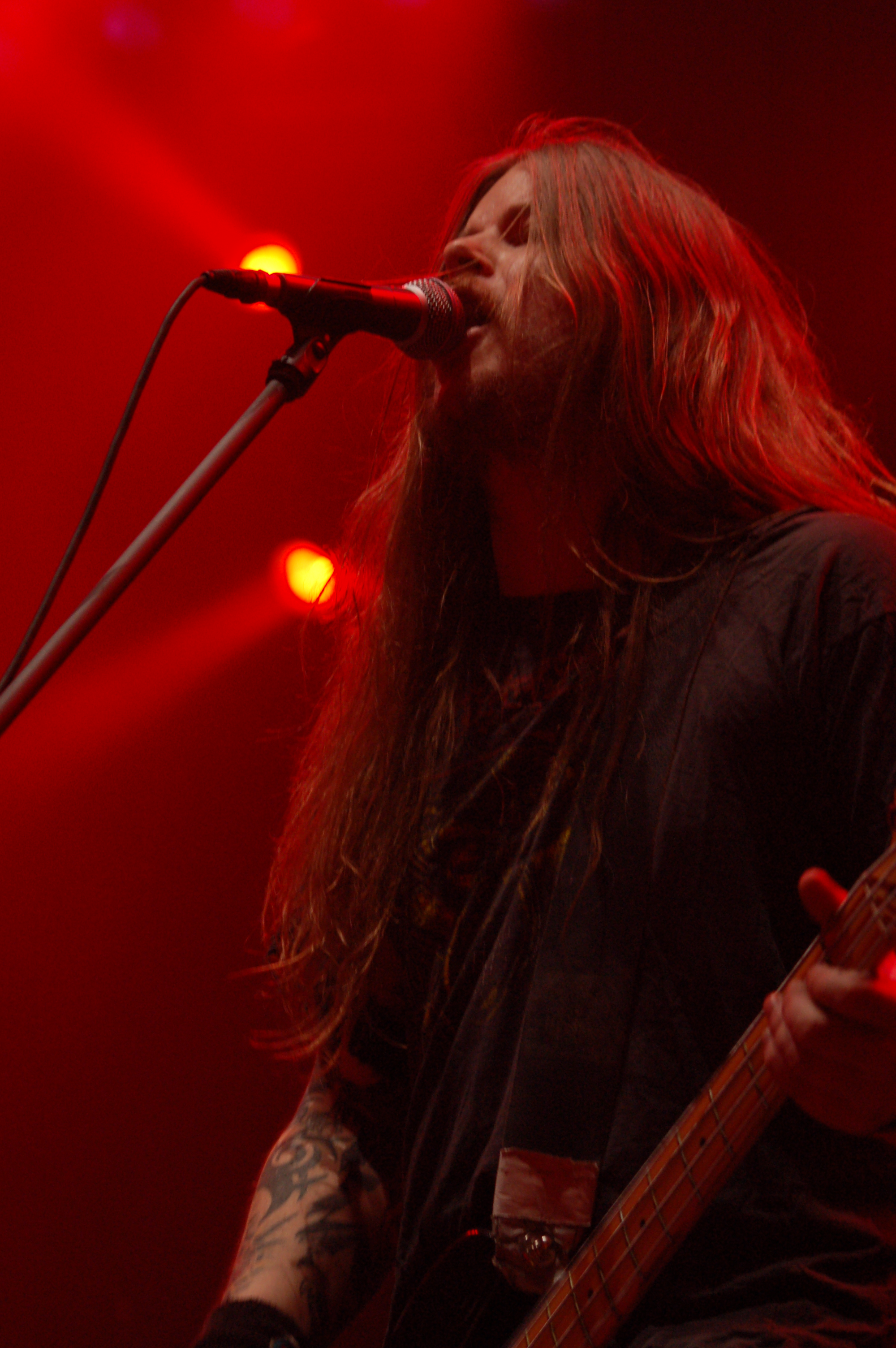
Nico Elgstrand podczas koncertu na festiwalu Metalmania 24 marca 2007 roku

| Obecny skład zespołu - Alex Hellid – gitara (1989-2014, od 2016) - Ulf „Uffe” Cederlund – gitara (1989-2005, od 2016) - Nicke Andersson – perkusja (1989-1997, od 2016) - Robert Andersson – śpiew (od 2016) - Edvin Aftonfalk – gitara basowa (od 2016) |  | Byli członkowie zespołu - Orvar Säfström – śpiew (1991) - David Blomqvist – gitara basowa (1989, 1990) - Lars Rosenberg – gitara basowa (1990-1995) - Johnny Dordevic – śpiew (1991-1992) - Jörgen Sandström – gitara basowa (1997-2004) - Peter Stjärnvind – perkusja (1997-2006) - Nico Elgstrand – gitara basowa (2004-2010), gitara (2010-2014) - Olle Dahlstedt – perkusja (2006-2014) - Victor Brandt – gitara basowa (2009-2014) - Lars-Göran Petrov – śpiew (1989-1991, 1992-2014) |

## Dyskografia
| 1990                           | Left Hand Path - Data: 4 czerwca 1990 - Wydawca: Earache Records                                              | –  | –  | –  |
| 1991                           | Clandestine - Data: 12 listopada 1991 - Wydawca: Earache Records                                              | 44 | –  | –  |
| 1991                           | Crawl (EP) - Data: 1991 - Wydawca: Earache Records                                                            | –  | –  | –  |
| 1992                           | Stranger aeons (EP) - Data: 1992 - Wydawca: Earache Records                                                   | –  | –  | –  |
| 1993                           | Hollowman (EP) - Data: 1993 - Wydawca: Earache Records                                                        | 26 | –  | –  |
| 1993                           | Wolverine Blues - Data: 4 października 1993 - Wydawca: Earache Records                                        | 22 | 89 | –  |
| 1997                           | Wreckage (EP) - Data: 6 października 1997 - Wydawca: Music For Nations                                        | –  | –  | –  |
| 1997                           | DCLXVI: To Ride, Shoot Straight and Speak the Truth - Data: 28 października 1997 - Wydawca: Music For Nations | 7  | –  | 16 |
| 1998                           | Same Difference - Data: 16 listopada 1998 - Wydawca: Music For Nations                                        | 52 | –  | –  |
| 1999                           | Black Juju (EP) - Data: 8 listopada 1999 - Wydawca: Man’s Ruin Records                                        | –  | –  | –  |
| 2000                           | Uprising - Data: 6 marca 2000 - Wydawca: Music For Nations                                                    | 55 | –  | –  |
| 2001                           | Morning Star - Data: 3 września 2001 - Wydawca: Music For Nations                                             | 41 | –  | –  |
| 2003                           | Inferno - Data: 4 sierpnia 2003 - Wydawca: Music For Nations                                                  | 21 | –  | –  |
| 2006                           | When in Sodom (EP) - Data: 6 czerwca 2006 - Wydawca: Threeman Recordings                                      | –  | –  | –  |
| 2007                           | Serpent Saints – The Ten Amendments - Data: 25 czerwca 2007 - Wydawca: Threeman Recordings                    | 3  | –  | –  |
| „–” pozycja nie była notowana. | |    |    |    |

| Rok  | Tytuł                                                                                       |
| ---- | ------------------------------------------------------------------------------------------- |
| 1995 | Night of the Vampire (split z The New Bomb Turks) - Data: 1995 - Wydawca: Earache Records   |
| 2013 | Candlemass vs. Entombed (split z Candlemass) - Data: 8 stycznia 2013 - Wydawca: Sweden Rock |
| 2013 | Drowned (split z Evile) - Data: 20 kwietnia 2013 - Wydawca: Earache Records                 |

| Rok  | Tytuł                                                                             |
| ---- | --------------------------------------------------------------------------------- |
| 1999 | Monkey Puss (Live in London) - Data: 17 listopada 1999 - Wydawca: Earache Records |
| 2005 | Unreal Estate - Data: 22 lutego 2005 - Wydawca: Plastic Head                      |

| Rok  | Tytuł                                                                                |
| ---- | ------------------------------------------------------------------------------------ |
| 1997 | Entombed - Data: 25 kwietnia 1997 - Wydawca: Earache Records                         |
| 2002 | Sons of Satan Praise the Lord - Data: 11 listopada 2002 - Wydawca: Music For Nations |

| Rok  | Tytuł                                                                         |
| ---- | ----------------------------------------------------------------------------- |
| 1989 | But Life Goes On (demo) - Data: 1989 - Wydawca: CBR                           |
| 1993 | Wolverine Blues (singel) - Data: 1993 - Wydawca: Earache Records              |
| 1993 | Contempt (singel) - Data: 1993 - Wydawca: Earache Records                     |
| 1993 | Full of Hell (singel) - Data: 1993 - Wydawca: Earache Records                 |
| 1994 | Out of Hand (singel) - Data: 1994 - Wydawca: Earache Records                  |
| 1997 | Like This With the Devil (singel) - Data: 1997 - Wydawca: Threeman Recordings |

## Teledyski
| Rok  | Tytuł                  | Reżyseria     | Album                                        |
| ---- | ---------------------- | ------------- | -------------------------------------------- |
| 1990 | „Left Hand Path”       | Kim Hansen    | Left Hand Path                               |
| 1991 | „Stranger Aeons”       | Barry Maguire | Clandestine                                  |
| 1993 | „Wolverine Blues”      | Frank Drucker | Wolverine Blues                              |
| 1993 | „Hollowman”            | Entombed      | Hollowman                                    |
| 1997 | „Night Of The Vampire” | Entombed      | Entombed                                     |
| 1997 | „Damn Deal Done”       | –             | To Ride, Shoot Straight, And Speak The Truth |
| 2000 | „Seeing Red”           | Lloyd Kaufman | Uprising                                     |
| 2001 | „I For An Eye”         | –             | Morning Star                                 |
| 2003 | „Retaliation”          | Entombed      | Inferno                                      |

## Nagrody i wyróżnienia
| Rok  | Kategoria             | Tytułem                                             | Nagroda | Nota      | Źródło |
| ---- | --------------------- | --------------------------------------------------- | ------- | --------- | ------ |
| 1998 | Årets hårdrock        | DCLXVI: To Ride, Shoot Straight and Speak the Truth | Grammis | Nominacja | [ 44 ] |
| 2001 | Årets hårdrock        | Uprising                                            | Grammis | Nominacja | [ 45 ] |
| 2002 | Årets hårdrock        | Morning Star                                        | Grammis | Nominacja | [ 46 ] |
| 2005 | Årets hårdrock/metall | Unreal Estate                                       | Grammis | Nominacja | [ 47 ] |
| 2008 | Årets hårdrock        | Serpent Saints – The Ten Amendments                 | Grammis | Nominacja | [ 48 ] |